# Затискач Мора

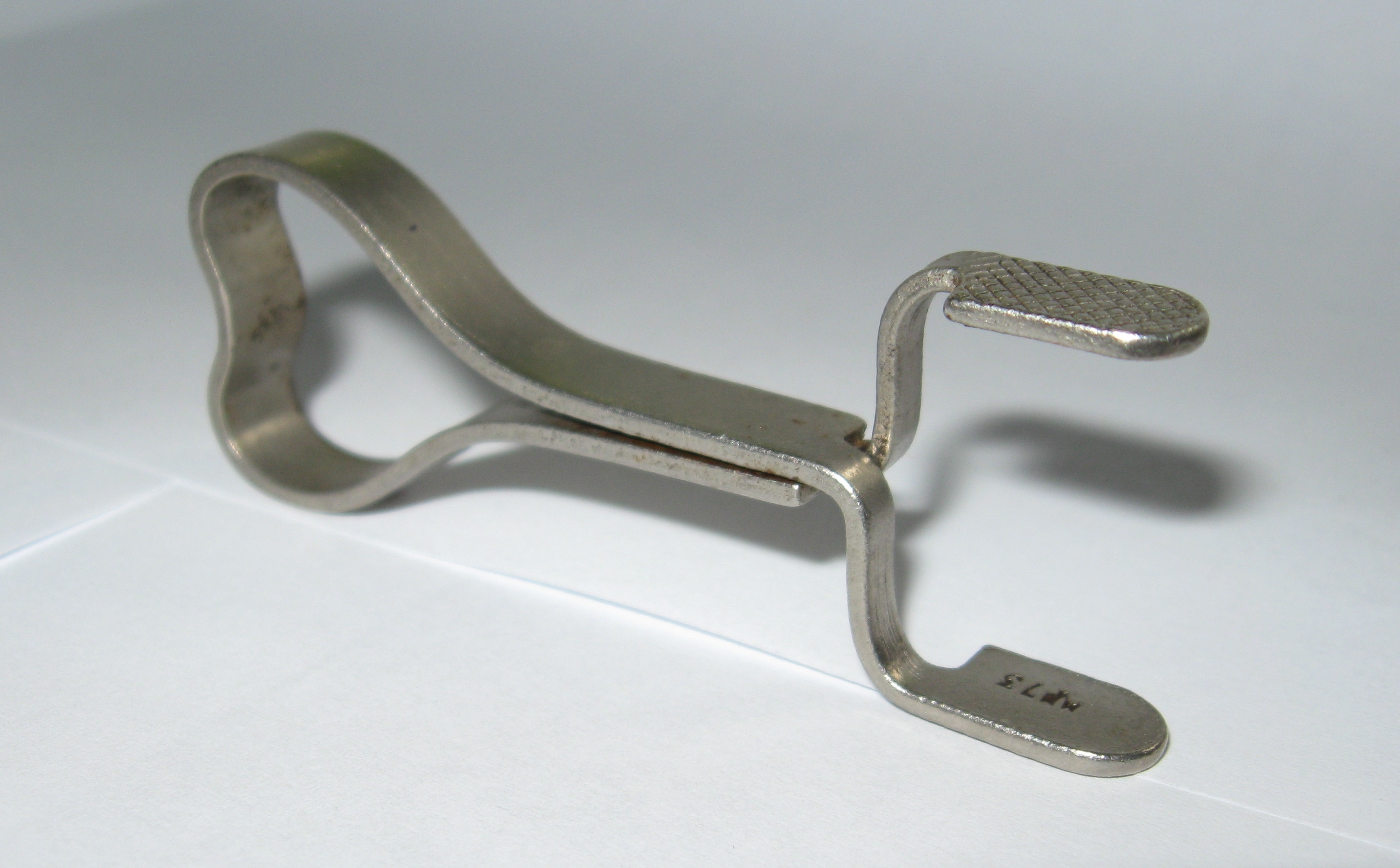
Затискач Мора

Затиска́ч Мо́ра (зажи́м Мо́ра) — затискач зі сталевої пластинчатої пружини, призначений для контролю потоку рідини чи газу в гнучких трубках або ж для їх повного перетискання. Названий на ім'я його розробника — Карла Фрідріха Мора.